# 浅見泰司
浅見 泰司（あさみ やすし、1960年 - ）は、日本の都市工学者。東京大学空間情報科学研究センター特任教授、執行役・副学長ほか。

## 来歴
1960年、東京都生まれ。東京大学卒業後、1987年にペンシルベニア大学よりPh.D. (in Regional Science) を取得する。このときの指導教員は Tony E. Smith。
母校の東京大学で助手、講師、助教授、教授を務め、2012年より東京大学大学院工学系研究科都市工学専攻教授。2014年現在、空間情報科学研究センターの教授も兼任。専門は居住システム、空間情報解析、都市住宅論、人間行動・心理分析、形態解析。
所属学会は、日本不動産学会、日本オペレーションズ・リサーチ学会(ORSJ)、日本都市計画学会(CPIJ)、日本計画行政学会、日本地域学会、都市住宅学会、地理情報システム学会(GISA)、日本建築学会（AIJ）など。
都市工学の専門家として、クローズアップ現代（NHK）、ワイド!スクランブル（テレビ朝日）等への出演経験がある。

## 経歴

### 学歴
- 1982年 - 東京大学工学部都市工学科 卒業[8]
- 1984年 - 東京大学大学院工学系研究科都市工学専攻修士課程 修了[8]
- 1987年 - Ph.D. in Regional Science（地域科学（英語版））、ペンシルベニア大学[2]

### 職歴
- 1987-1990年 - 東京大学工学部都市工学科 助手[8]
- 1990-1992年 - 東京大学工学部都市工学科 講師[8]
- 1992-1995年 - 東京大学工学部都市工学科 助教授[8]
- 1995-2001年 - 東京大学大学院工学系研究科都市工学専攻 助教授[8]
- 2001-2012年 - 東京大学空間情報科学研究センター (CSIS) 教授[8]
- 2005-2010年 - 東京大学空間情報科学研究センター 副センター長[8]
- 2010-2014年 - 東京大学空間情報科学研究センター センター長[9]
- 2012年-2025年 - 東京大学大学院工学系研究科都市工学専攻 教授[8]
- 2015年-2017年 - 東京大学大学院工学系研究科都市工学専攻専攻長[10]
- 2017年-2020年 - 東京大学大学院工学系研究科副研究科長[10]
- 2020年-2023年 - 東京大学副学長[10]
- 2021年- 現在     - 東京大学大学総合教育研究センター長[10]
- 2023年- 現在     - 東京大学執行役・副学長[10]
- 2025年- 現在　 - 東京大学, 空間情報科学研究センター 特任教授[10]

### 委員会・研究会
- 規制改革会議委員（内閣府）[11]
- 社会資本整備審議会（国土交通省）[12]
  - （委員長）安全・安心まちづくり小委員会（国土交通省『社会資本整備審議会』）[13]
- 都市再生機構分科会（国土交通省『独立行政法人評価委員会』）[14]
- 国土政策検討委員会（国土交通省『国土審議会』）[15]
- 持続可能なまちづくり研究会（国土交通省）[16]
- 既存住宅の流通促進に関する研究会（不動産流通経営協会） 座長[17]

## 受賞
- 1993年 日本不動産学会 1992年度研究奨励賞 「土地・住宅システムの評価・分析手法に関する一連の理論的研究（総合題目）」[18]
- 2002年 日本不動産学会 2001年度著作賞 「住環境：評価方法と理論」[19]
- 2003年
  - 日本不動産学会 2002年度著作賞 「都市と環境の公共政策―日本経済再生に向けて」（田中啓一 編）[20]
  - 都市住宅学会 著作賞 「住環境：評価方法と理論」
- 2005年
  - 日本不動産学会 2004年度著作賞（学術部門） 「不動産市場の経済分析」（西村清彦 編）[21]
  - 都市住宅学会 論文賞 「居住期間と居住者の満足度評価に見られる特性」（崔延敏と共著）
  - 都市住宅学会 論説賞
- 2008年 都市住宅学会 論説賞 「都市住宅学の体系化」
- 2009年 資産評価政策学会 論説賞 「ミクロな住環境のヘドニック分析」（高暁路と共著）
- 2010年 都市住宅学会 論文賞 「合意形成要件の最適化：マンションの建替決議を例として」
- 2011年
  - 日本不動産学会 論文賞 「物件間類似度と空間的距離の関係に関する分析」（田中麻理と共著）[22]
  - 日本不動産学会 平成23年度学会賞著作賞（学術部門） 『環境貢献都市 東京のリ・デザイン』（中井検裕らと共著）[23][24]
- 2012年 Planning and Urban GOLD STARS（Highly Cited）“Development of a comprehensive city assessment tool: CASBEE-City”[25]（村上周三らと共著）[26]
- 2013年
  - 日本不動産学会 2012年度論説賞 「震災復興と都市計画」[27]
  - 日本不動産学会 2012年度著作賞 『マンション建替え―老朽化にどう備えるか』（福井秀夫らとの共著）[28]
  - 都市住宅学会 著作賞 『マンション建替え―老朽化にどう備えるか』（福井秀夫らとの共著）[29]
  - 日本地域学会 第22回学会賞著作賞 『マンション建替え―老朽化にどう備えるか』（福井秀夫らとの共著）[30]
  - 日本不動産学会 著作賞（学術部門） 『人口減少下のインフラ整備』（宇都正哲、植村哲士、北詰恵一と共著）[31]
- 2014年
  - 都市住宅学会 著作賞 『マンション建替え―老朽化にどう備えるか』（福井秀夫らとの共著）[32]
  - 日本都市計画学会 2013年年間優秀論文賞 「利便施設の住宅地への混在に関する居住者の心理的評価」（石川徹と共著）[33][34]
  - 日本都市計画学会 論文賞 「都市の居住環境と用途混在についての居住者の意識の分析」（石川徹と共著）
  - 資産評価政策学会 著作賞 『人口減少下のインフラ整備』（宇都正哲、植村哲士、北詰恵一と共著）[35]
  - 日本地域学会 第23回学会賞著作賞 『人口減少下のインフラ整備』（宇都正哲、植村哲士、北詰恵一と共著）[36]
- 2015年
  - 地理情報システム学会  GIS名誉上級技術者
  - 日本不動産学会 学会賞論説賞 『都市計画からみた不動産学への期待：根拠に基づく計画に向けて』
  - 日本不動産学会 学会賞著作賞 『都市の空閑地・空き家を考える』
  - 都市住宅学会  学会賞論文賞 『郊外都市における高齢者の定住意向と居住満足度についての分析－千葉県柏市を対象として－』（丸谷和花, 石川徹との共著）
- 2023年 東京大学 工学系研究科長表彰（特別）
- 2024年 日本計画行政学会 功績賞
- 2025年 日本都市計画学会 国際交流賞

## 著作

### 主要な著書
- （編著） 『住環境―評価方法と理論』東京大学出版会、2001年。ISBN 978-4130622028。
- （中井検裕らと共著） 『環境貢献都市 東京のリ・デザイン』清文社、2010年。ISBN 978-4433583002。
- （福井秀夫、山口幹幸と共編著） 『マンション建替え―老朽化にどう備えるか』日本評論社、2012年。ISBN 978-4535518773。
- （宇都正哲、植村哲士、北詰恵一と共著） 『人口減少下のインフラ整備』東京大学出版会、2013年。ISBN 978-4130628341。
- （矢野桂司、貞広幸雄、湯田ミノリと共編著） 『地理情報科学 GISスタンダード』古今書院、2015年。ISBN 978-4772252867。

### 主要な論文
- Atsuyuki Okabe; Yasushi Asami; Fujio Miki (1985). “Statistical Analysis of the Spatial Association of Convenience-Goods Stores by Use of a Random Clumping Model”. Journal of Regional Science（英語版） 25 (1):  11-28. doi:10.1111/j.1467-9787.1985.tb00291.x.
- Yasushi Asami (1989). “An Axiomatic Approach to a Measure of Land Use Mixture”. Environment and Planning A 21 (4):  509-522. doi:10.1068/a210509.
- Yasushi Asami; Walter Isard (1989). “Imperfect Information, Uncertainty and Optimal Sampling in Location Theory: An Initial Reexamination of Hotelling, Weber and von Thünen”. Journal of Regional Science 29 (4):  507-521. doi:10.1111/j.1467-9787.1989.tb01241.x.
- Yasushi Asami (1990). “A Determination of Bid Rents Through Bidding Procedures”. Journal of Urban Economics 27:  188-211. doi:10.1016/0094-1190(90)90014-E.
- Yasushi Asami; Tony E. Smith (1995). “Additive-Ratio Measures of Interactivity in Input-Output Systems”. Journal of Regional Science 35 (1):  85-115. doi:10.1111/j.1467-9787.1995.tb01401.x.